# Derxena discata
Derxena discata là một loài bướm đêm trong họ Geometridae.